# Ostrów Kaliski
Ostrów Kaliski est une localité polonaise de la gmina de Brzeziny, située dans le powiat de Kalisz en voïvodie de Grande-Pologne.